# Nanna With

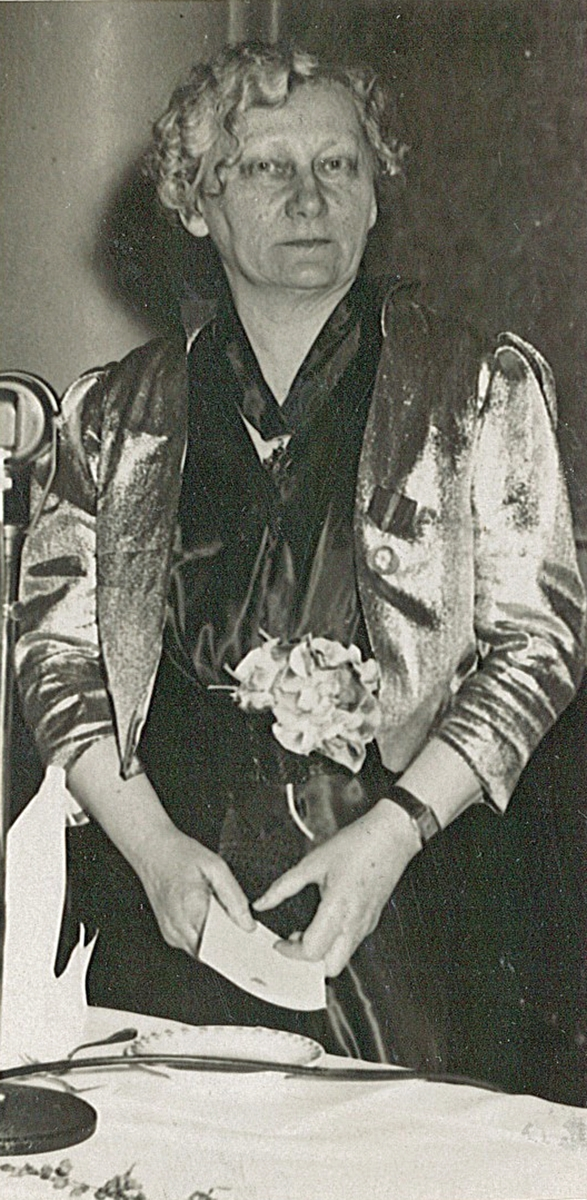

Nanna Bergitte Caroline With (* 30. Mai 1874 in Andenes, Vesterålen; † 22. Februar 1965 in Oslo) war eine norwegische Journalistin, Autorin, Musikerin und Lehrerin. Sie war Norwegens erste Herausgeberin im Zeitungswesen. Ihr Vater war Richard With, Ideengeber der Hurtigruten.

## Leben
Mit 15 Jahren zog Nanna With mit ihrer Familie nach Bergen, wo sie Fru Griegs skole besuchte. Hernach studierte sie Musik und Gesang in Paris und Berlin und begann als Musiklehrerin zu arbeiten. 1905 gründete sie in Oslo gemeinsam mit Agathe Backer Grøhndahl und Thorvald Lammers die Osloer Musiklehrervereinigung und wurde deren erste Vorsitzende. Im gleichen Jahr kehrte sie jedoch nach Storkmarknes zurück, um zwei Jahre lang als Herausgeberin die Vesteraalens Avis zu verantworten. Ebendort gründete sie 1907 die Vereinigung für Frauen (Kvindesaksforening). Im Jahr darauf brach sie nach Deutschland auf, um sich 1909 in Kristiania niederzulassen. Dort gründete sie die Zweiwochenzeitung, die sie später verkaufte. Sie behielt jedoch die Rechte am Nanna-With-Verlag, der als Erscheinungsort für ein Personenlexikon und den ersten norwegischen Comic im Magazin Für Haus und Heim diente: Kari, Per und Sören fahren in die Stadt. With war für die Texte verantwortlich, Zeichner war Gunnar Tandberg. Es erschien von 1912 bis 1913. Zusätzlich arbeitete sie als Sportredakteurin für Sportsmanden  und freie Journalisten, u. a. für Aftenposten. Neben ihrer Tätigkeit als Lehrerin, Journalistin und Herausgeberin ist With heute vor allem wegen ihrer Verbandsarbeit bekannt. Sie gründete den Frauenflügel in der Freidenkenen Linken, einer entgegen dem Namen konservativen Partei. Jener wurde 1927 ausgegliedert in die Osloer Frauenpartei, die jedoch auch nur bis 1933 Bestand hatte. Um 1960 leitete With in Oslo das noch heute bestehende Nordnorwegische Studenten- und Schülerheim (NNSE) für Nordnorweger, die in Oslo einer Ausbildung oder einem Studium nachgehen.
Auch war With vermutlich verantwortlich für die Einführung der Majblomma in Norwegen, die ab 1913 erstmals im großen Rahmen durch den Norwegischen Verband für Frauengesundheit und Die Nationalvereinigung für Volksgesundheit zugunsten von Tuberkulose-Patienten vertrieben wurden. Für ihr Engagement in der Vereinigung des Nordlands wurde sie 1947 mit der Petter-Dass-Medaille ausgezeichnet. Weiterhin wurde sie am 1. Juli 1937 mit der königlichen Verdienstmedaille in Gold geehrt. Die Nord Universität hat einen ihrer Hörsaale in Bodø nach Nanna With benannt. 1960 veröffentlichte sie ihre Memoiren unter dem Titel Etwas, für das es sich zu leben lohnt.